# Saint-Riquier

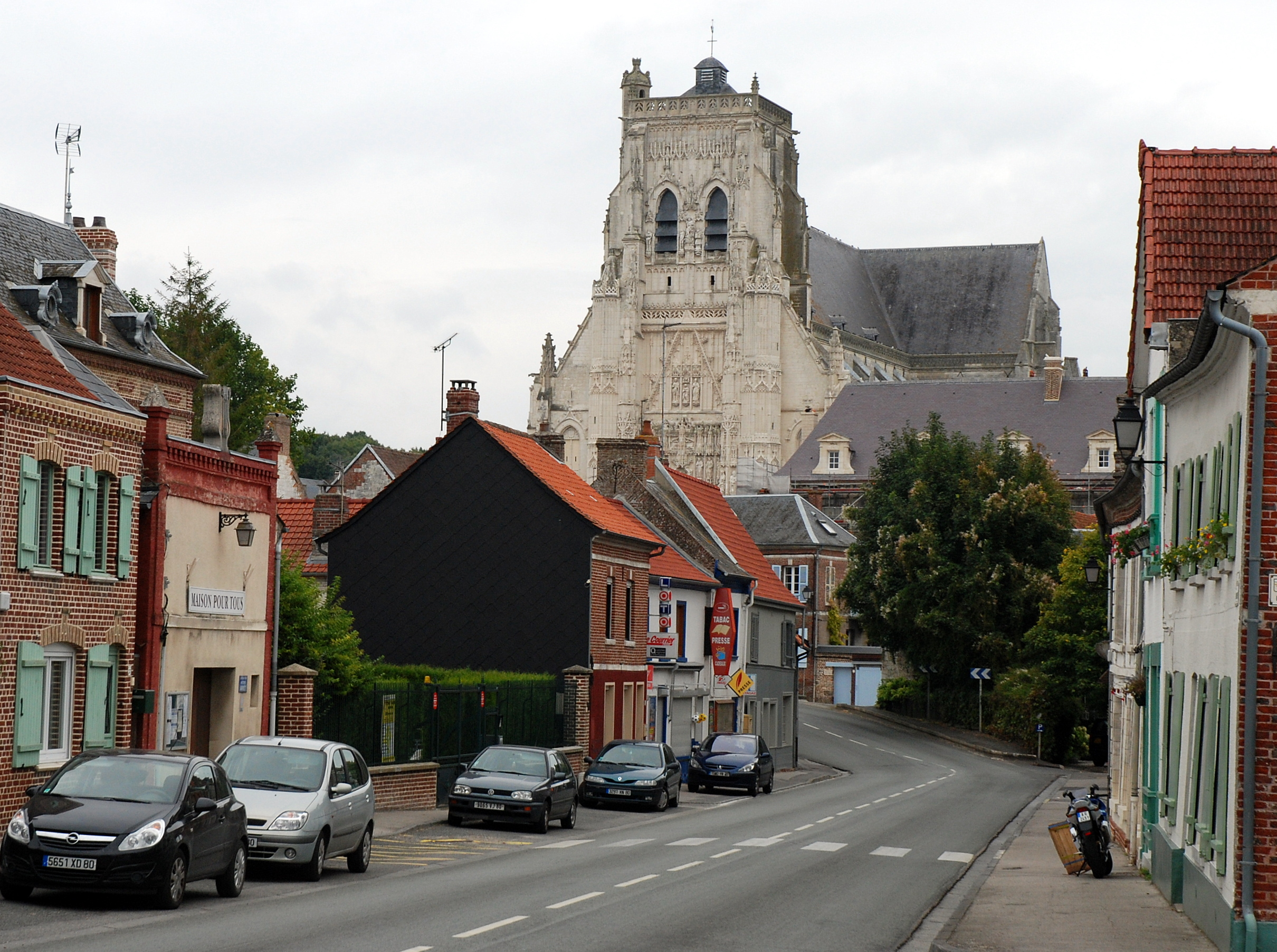
Saint-Riquier

Saint-Riquier (Nederlands: Sint-Rikiers) is een gemeente in het Franse departement Somme (regio Hauts-de-France) en telt 1186 inwoners (1999). De plaats maakt deel uit van het arrondissement Abbeville.
De naam van deze gemeente, oorspronkelijk Centule (lat:Centula of honderd torens) werd in de middeleeuwen, toen de abdij talrijke pelgrims aantrok omwille van de relikwie van Riquier (Ricarius) veranderd in Saint-Riquier. De bewoners noemen hun stad nog altijd Centule en haar inwoners Centulois.
Honderd torens heeft de stad nooit gehad. Van de middeleeuwse stadsmuur staan nog drie torens overeind.

## Bezienswaardigheden
- de Abdij van Saint-Riquier
- het Belfort van Saint-Riquier, symbool van de gemeentelijke onafhankelijkheid, bekomen in 1126 met een 16e-eeuwse aanblik. De oudste delen zijn 13e-eeuws.
- het Napoleonhuis, gebouwd door een van zijn oud-strijders
- in de kelders van de boerderij Drugy zat Jeanne d'Arc een nacht opgesloten tijdens haar overbrenging van Arras naar Rouen
- het godshuis, gebouwd door Simon Pfaff de Pfaffenhoffen

## Geografie
De oppervlakte van Saint-Riquier bedraagt 14,4 km², de bevolkingsdichtheid is 82,4 inwoners per km².
De onderstaande kaart toont de ligging van Saint-Riquier met de belangrijkste infrastructuur en aangrenzende gemeenten.

## Demografie
Onderstaande figuur toont het verloop van het inwonertal (bron: INSEE-tellingen).

## Galerij

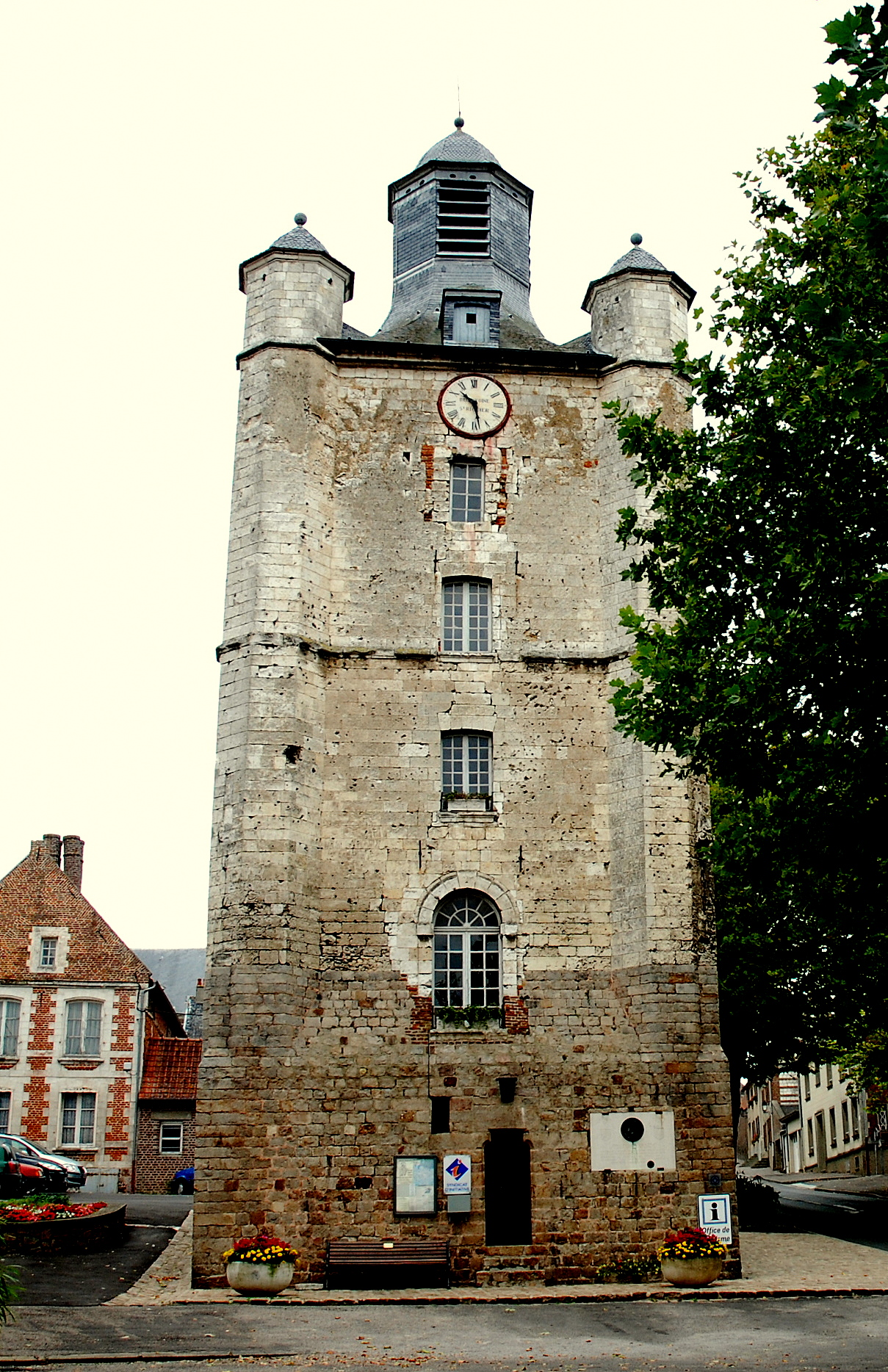
Het belfort in Saint-Riquier
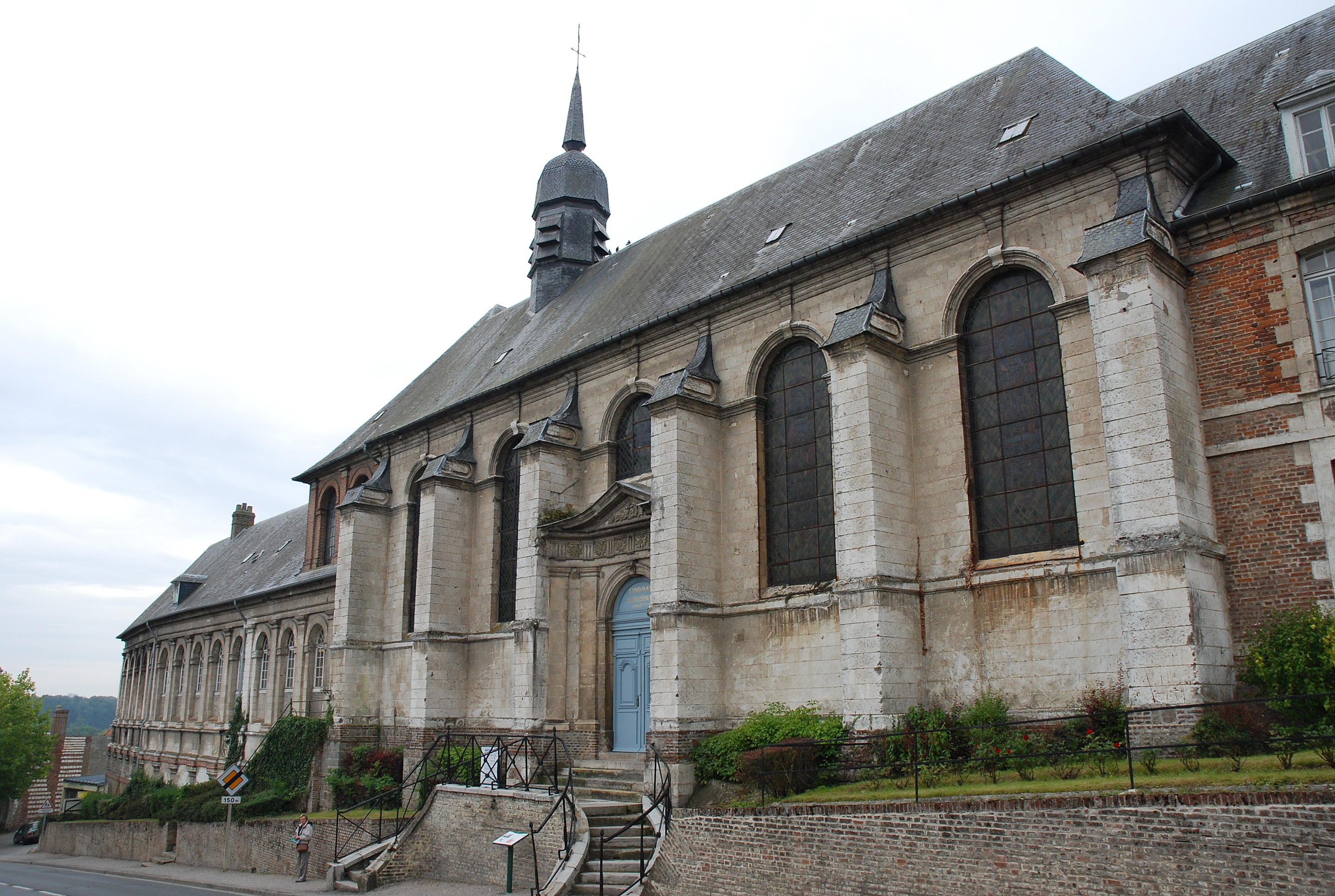
Het godshuis